# Nick Rhodes

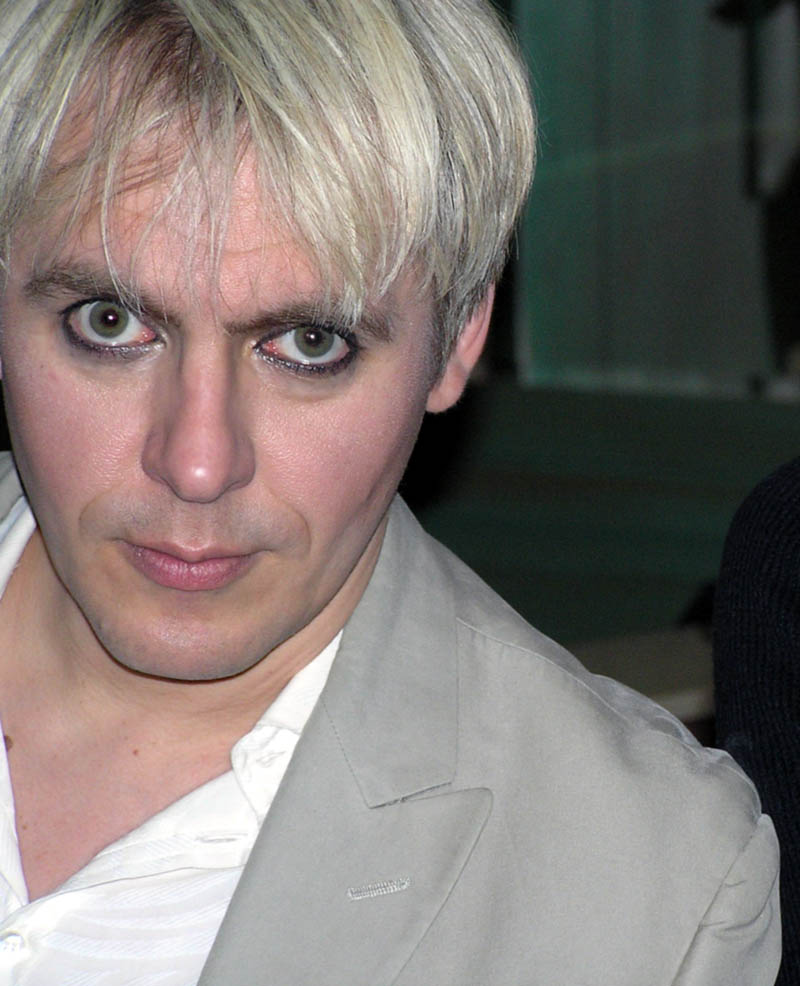
Nick Rhodes (2005)

Nick Rhodes (* 8. Juni 1962 in Moseley, England; Geburtsname Nicholas James Bates) ist ein britischer Keyboardspieler und Mitglied der Popband Duran Duran. Ferner ist Nick Rhodes das einzige Mitglied, das seit Gründung der Band im Jahre 1978 ununterbrochen dabei ist.

## Leben
Nick Bates ist das einzige Kind wohlhabender Eltern, die Besitzer eines Spielwarenladens in Birmingham waren. 1978 verließ Bates die Schule im Alter von 16 Jahren und gründete Duran Duran zusammen mit seinem Freund John Taylor, den er bereits seit der Schulzeit kannte. In der Zeit, als der Name Duran Duran als Bandname ausgesucht wurde, entschied er sich, seinen Namen aus ästhetischen Gründen in Rhodes zu ändern.
"Nicholas James Bates [...] realised that that was no name for an aspiring pop star."
Als Duran Duran sich in der Besetzung, die es später zu Weltruhm brachte, in den Jahren 1979/1980 zusammengefunden hatte, begannen sie in einem Nachtclub in Birmingham namens „The Rum Runner“ zu spielen. Die Eigentümer des Nachtclubs wurden ihre Manager. Rhodes begann am 8. Juni 1980 – dem Tag seiner Volljährigkeit –, in diesem Nachtclub als DJ zu arbeiten. (Vorher hatte er den Club als Minderjähriger ohne Begleitung nicht betreten dürfen.) In einem Interview mit dem „Rolling Stone“ sagte Rhodes 1984: „I was fourteen, John was sixteen when we met. Neither of us had any brothers or sisters. A common interest in music – in fact we were both crazy about music – and art made us brothers – or sort of.“

## Rhodes’ Rolle bei Duran Duran
Rhodes war erst 18 Jahre alt, als Duran Duran im Winter 1980/81 ihr erstes Album aufnahmen. Er wurde für seinen androgynen Look berühmt, trug (als dies zu Beginn der 1980er-Jahre bei heterosexuellen Männern noch als verpönt galt) starkes Make-up und änderte ständig seine Haarfarbe.
Obwohl sämtliche Lieder immer als Komposition der gesamten Gruppe angegeben werden, war es Nick Rhodes, der die meisten Melodien komponierte.
Rhodes ist ein Autodidakt, der seit Beginn seiner Karriere gerne mit Sounds auf seinen analogen Synthesizern experimentiert. Besonderes hervorzuheben sind seine Keyboard-Themen für die Lieder Save a Prayer, A View to a Kill und Come undone. Seine Arrangements waren reich und mit vielen Layern versehen. Obwohl er sich mit digitalen Synthesizern auseinandersetzte, blieb seine Liebe für die analogen ungebrochen, und er verwendet die analogen Synthesizer auch noch in diesem Jahrtausend. Ende der 1990er-Jahre begann Nick Rhodes, für Duran Duran auch Texte zu schreiben. Bis zu diesem Zeitpunkt stammten die Texte der Lieder in erster Linie von Simon Le Bon und hin und wieder von John Taylor.
Rhodes war es auch, der das Potential des Musikvideos als neues Medium entdeckte, noch ehe MTV ins Leben gerufen wurde.
Er ist alleiniger Rechteinhaber an der Marke „Duran Duran“.

## Rhodes als Produzent
Rhodes lernte Produktionstechnik, während er mit Duran Duran im Studio war, half mehrere Lieder des Albums Rio zu mischen und wurde zum Co-Produzenten vieler späterer Duran-Duran-Alben.
Anfang 1983 entdeckte er die Gruppe Kajagoogoo und produzierte deren Erstlingswerk White Feathers.
Rhodes und Warren Cuccurullo schrieben gemeinsam drei Lieder für Blondies Reunion-Album im Jahre 1996. Die Lieder wurden allerdings nicht ausgewählt. Eines dieser Lieder namens Pop Trash Movie wurde dann später für das Duran-Duran-Album Pop Trash aufgenommen.
2002 koproduzierte Rhodes das Album Welcome To The Monkeyhouse von The Dandy Warhols. Auf diesem Album spielte er ferner etwas Keyboard.

## Andere Projekte
Mit seinen Bandkollegen Simon Le Bon und Roger Taylor gründete Rhodes 1985 die Band Arcadia. Das einzige Album von Arcadia, So Red the Rose, erhielt mehrfach Platin.
1999 tat er sich mit Stephen Duffy, dem Duran-Duran-Sänger aus der Anfangszeit, für das eigens für dieses Projekt gegründete Band The Devils zusammen und nahm mit diesem die ersten Duran-Duran-Demos neu auf. Diese Aufnahmen wurden auf dem Album Dark Circles veröffentlicht.

## Privatleben
Rhodes heiratete am 18. August 1984 Julie Anne Friedman (Model und Schauspielerin aus Des Moines, Iowa, USA). Er hatte sie ein Jahr zuvor, als er mit Duran Duran auf USA-Tournee war, bei einer Jachtparty kennengelernt. Die Ehe hielt bis 1993. Sie haben eine gemeinsame Tochter namens Tatjana Leigh Orchid, geboren im August 1986.
Nick Rhodes war mit Andy Warhol befreundet und besuchte weltweit Ausstellungen.
Ende 1984 veröffentlichte Rhodes ein Buch mit abstrakten Photographien unter dem Titel Interference. Viele der im Buch enthaltenen Photographien wurden in der Hamilton Gallery in London ausgestellt.
Aufgrund des Einflusses des gesundheitsbewussten Cuccurullo wurde Rhodes in den frühen 2000er Jahren Vegetarier.